# Roberto Piazza (styliste)
Pour les articles homonymes, voir Piazza.
Roberto Piazza, de son nom complet, Pezzone Victorio Mario Roberto Piazza Foradini, né le 16 mai 1959, est un acteur, chanteur, écrivain et styliste argentin d'origine italienne.

## Biographie

### Jeunesse
Issu d'une famille modeste, il vit avec son père, sa mère (décédé en 1987), sa grand-mère ainsi qu'avec ses quatre frères. Son enfance est difficile. Il a confié notamment avoir été victime de viols répétés venant de son frère, Ricardo dès l'âge de cinq ans jusqu'à l'âge de dix-sept ans dont ses parents étaient au courant. À l'âge de dix-huit ans, il quitte son domicile familial à cause des menaces de mort de son père. En 2015, il suit toujours un traitement psychiatrique pour apaiser ce traumatisme.

### Carrière
En 2008, Roberto Piazza a écrit un best-seller en Argentine appelée Corte y Confesion dans lequel il raconte les sévices sexuels qu'il a subi dans sa jeunesse. Il est également président d'une fondation qui lutte contre la maltraitance des enfants.
Dans le secteur de la mode, Roberto Piazza propose des créations vives en couleurs, fleuries, avec des découpes amples et échancrées. Les tissues sont brillants, et le designer reprend souvent des imprimés d'animaux sur ses créations.
En mai 2025, un événement de mode célébrant les 50 ans de carrière de Roberto Piazza a eu lieu au Señor Tango à Buenos Aires, en présence du président argentin Javier Milei, et avec la participation d'artistes argentins tels que Maria Entraigues, Raúl Lavié et Patricia Sosa,.

## Autres
Roberto Piazza a été victime d'homophobie lors d'un débat télévisé lorsqu'il a été interrogé par Mirtha Legrand. Lors d'une discussion autour de l'homoparentalité, elle lui a demandé s'il pourrait être tenté d'abuser sexuellement un enfant qu'il voudrait adopter. Choqué, il reçut plus tard des excuses publiques à la télévision,.
Pendant la matinée du 10 septembre 2009, il est agressé dans son domicile, où il dirige également son atelier de couture, par un malfaiteur. Il est ligoté et subit des attouchements. Il le convainc de ne le pas le violer. L'agresseur vole des bijoux et montres de valeur ainsi qu'une somme de 15 000 ARS. Lorsque la police est arrivée, l'agresseur était toujours à l'intérieur de la résidence et a été immédiatement arrêté après avoir été découvert par l'assistant de Roberto Piazza, Mario Piazza. Roberto, en état de choc, a dû être soigné par des psychologues et a été transporté à l'hôpital Pirovano pour un bilan de santé.

## Vie privée
Il est ouvertement homosexuel. Le 16 septembre 2010, il s'est marié avec son compagnon, le chorégraphe, Walter Vázquez.